# سوسکچه‌های نخستین اسفینکتوبلوس
سوسکچه‌های نخستین اسفینکتوبلوس(نام علمی: Sphinctobelus) نام یک سرده از زیرخانواده سوسکچه‌های نخستین بلینا است.